# مارتن فيرغسون
مارتن فيرغسون (بالإنجليزية: Martin Ferguson)‏ (21 ديسمبر 1942 بغلاسكو في المملكة المتحدة - ) هو مدرب كرة قدم ولاعب كرة قدم بريطاني في مركزي الهجوم ومهاجم داخلي. لعب مع نادي بارتيك ثيسل ونادي بارنسلي ونادي دونكاستر روفرز وووترفورد يونايتد ونادي غرينوك مورتون.

## وصلات خارجية
- مارتن فيرغسون على موقع قاعدة بيانات كرة القدم.إي يو (الإنجليزية)